# Guia (Pombal)
Guia era una freguesia portuguesa del municipio de Pombal, distrito de Leiría.

## Historia
Aunque pueden rastrearse sus orígenes hasta 1620, Guia no se constituyó como freguesia independiente hasta el 31 de diciembre de 1984, por segregación de la de Mata Mourisca; habiendo sido elevada a la categoría de vila el 1 de julio de 2003. 
La población tuvo tradicionalmente una orientación industrial, favorecida a partir de 1889 por la apertura de una estación de ferrocarril, que facilitó la expansión de la industria de la madera, a la que vino a suceder desde principios del siglo XX hasta la década de 1970 la del vidrio, que utilizaba como fuente de energía la leña procedente de los extensos pinares cercanos.
Fue suprimida el 28 de enero de 2013, en aplicación de una resolución de la Asamblea de la República portuguesa promulgada el 16 de enero de 2013 al unirse con las freguesias de Ilha y Mata Mourisca, formando la nueva freguesia de Guia, Ilha e Mata Mourisca.

## Patrimonio
En el patrimonio histórico-artístico de la localidad destaca la ermita de Nuestra Señora de Guia, construida en adobe en 1620 y a partir de la cual se desarrolló la población. Con unas dimensiones de 18 metros de largo y 9 de ancho, se encuentra totalmente circundada por un amplio porche con cubierta de tejas. En el interior, la capilla mayor está dividida del cuerpo de la iglesia por un arco de piedra y destacan la talla dorada del altar mayor, restaurada en 2005: el techo de cajetones de madera pintados. y la puerta de la sacristía, profusamente trabajada en piedra.